# Distretto di Yunak
Il distretto di Yunak (in turco Yunak ilçesi) è uno dei distretti della provincia di Konya, in Turchia.